# Taxe sur la vente
Une taxe sur la vente, ou taxe de vente, est une taxe appliquée notamment aux États-Unis et au Canada. Il s'agit d'un impôt indirect sur la consommation prélevé au point d'achat pour certains biens et services.  Ce type de taxe est généralement calculé comme un pourcentage du prix final au consommateur et se rajoute au prix (« hors taxes ») ou s'y trouve déjà intégré (« taxes incluses »).
La taxe de vente est à la charge du consommateur final uniquement ; tout acheteur intermédiaire doit produire un certificat de revente pour s'en dégager et les taxes sur la vente sont prélevées pour tout acheteur qui ne pourrait produire un tel document.

## Application

### Canada
Au Canada, une taxe sur les produits et services (TPS) s'applique lors de la plupart des achats.  En 2010, son taux est de 5 %.
Chaque province est libre d'appliquer sa propre taxe de vente, dont le taux varie entre 0 % et 10 % (2010).
La taxe provinciale peut s'appliquer au prix incluant, ou non, la TPS fédérale.
Une taxe de vente harmonisée (TVH) est en vigueur dans certaines provinces, combinant les taxes de vente fédérale et provinciales en un taux unique variant entre 12 % et 15 %.  Son application a été étendue le 1er juillet 2010.

### États-Unis
Aux États-Unis la « sales tax » est fixée par chaque État et va de 0 % (Oregon, Alaska, Montana, New Hampshire, Nouveau-Mexique, et Delaware) à 8,75 % (Californie). Dans certains cas, des villes ou des comtés fixent également une taxe sur la vente, qui s'ajoute à la taxe d'État (le taux maximum est appliqué dans certains comtés en zones commerciales de l'Illinois avec 11,5 % au total). La moyenne nationale est d'environ 6 %.